# Deezer
Deezer é um serviço de streaming de áudio lançado em 2007. Disponível para usuários de mais de 180 países, a plataforma possui atualmente mais de 90 milhões de músicas, mais de 100 milhões de playlists e mais de 4 milhões de programas de áudio, como podcasts, em seu acervo. É uma empresa de capital fechado, com sede em Paris, e escritórios em Londres, Berlim, Miami, São Paulo e em outros lugares do mundo. Criada em Paris, França, a Deezer possui 16 milhões de usuários ativos mensais, permitindo que os usuários ouçam conteúdo de música de gravadoras incluindo EMI, Sony, Universal Music Group e Warner Music Group.
À semelhança do concorrente Spotify, atualmente o Deezer possui duas versões: uma gratuita, com publicidade e restrições nos dispositivos móveis, e outra paga, sem publicidade nem restrições. Porém, a partir do dia 19 de abril de 2022, usuários de alguns países/regiões onde a plataforma opera, precisavam de uma assinatura pra usar o Deezer, ou seja, Deezer free simplesmente não existe mais.

## História

### Deezer no Brasil
Lançado em 2013 no Brasil, a Deezer tem parceria com a TIM, que oferece o serviço de streaming aos seus clientes como um complemento ao seu plano com a operadora, com o título "TIM Music".

## Indicações e prêmios
- Venceu o Troféu Gerando Salvação 2019 na categoria "Melhor plataforma de streaming de música".